# Citerne
Pour les articles homonymes, voir citerne (homonymie).

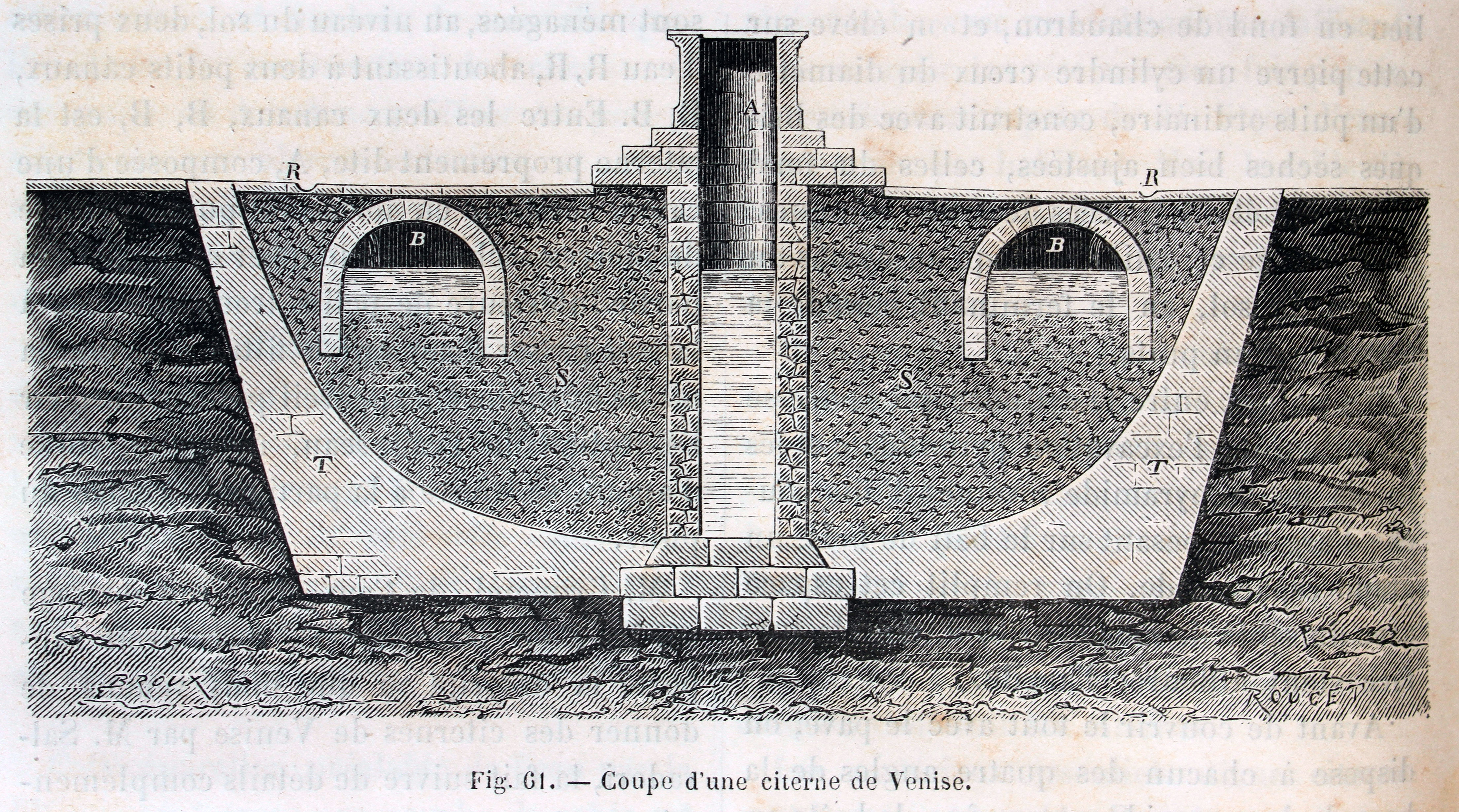
Coupe d'une citerne dite citerne de Venise.

Une citerne est un aménagement, pouvant être souterrain, destiné à la collecte des eaux de pluie, et à leur rétention afin d'en permettre une utilisation régulière, quotidienne (bien souvent domestique à l'origine), ou une exploitation plus exceptionnelle en cas de sécheresse ou d'incendie.
Dans le monde contemporain, les citernes ont migré du sous-sol vers la surface et leurs usages se sont diversifiés. Si à l’origine, elles étaient destinées à recevoir de l’eau, elles reçoivent maintenant la majorité des liquides comme les effluents, lixiviats / digestats, boues d’épuration, lisier…
Leur forme a aussi évolué avec les évolutions techniques des matériaux. On trouve donc aussi bien des citernes dites « rigides » fabriquées avec des matériaux « durs », que des citernes souples fabriquées à partir d’élastomères ou de composites armés. Le volume de ces dernières peut atteindre jusqu'à 1 500 m3.

## Histoire
Des citernes existent depuis l'Antiquité dans les régions sèches ou isolées des réseaux hydrographiques, ainsi que sous les fortifications ou villes susceptibles d'être menacées de sièges.
Souvent souterraines (exemple : aiguiers en Provence) et parfois aménagées dans des cavernes naturelles, elles sont ou étaient individuelles ou collectives.
La citerne souterraine, ou Aljibe, est une forme de citerne qui a notamment été diffusée par les Maures.
En Europe la construction des citernes est à l'origine le propre des pays méditerranéens (dans la Gaule les puits sont systématiquement établis dans toutes les maisons).

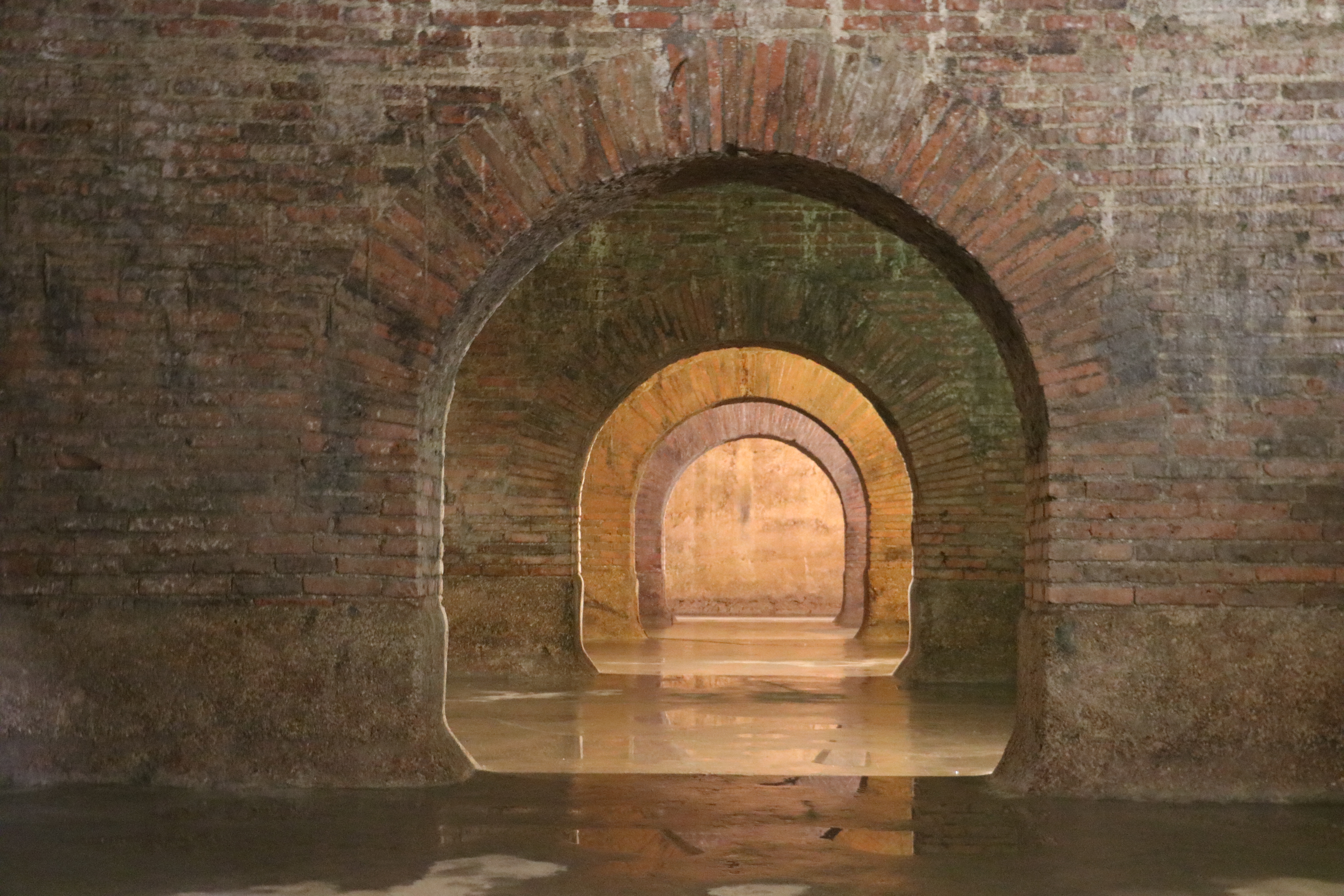
Citerne romaine de Fermo. 40 ap. J.-C.

Les Romains à partir du IVe siècle av. J.-C. aménagent des citernes, qui à partir du IIIe siècle récoltent l'eau des toits via un compluvium. Les édifices publics également stockent l'eau, comme dans les thermes du forum de Pompéi, qui en -80 établissent une citerne de 15 x 5 x 9 mètres de haut. Palladius au (Ve siècle) décrit l'établissement d'une citerne : la citerne est en opus signinum (Signinis parietibus), type de bétonnage originaire de la ville de Segni décrit par Vitruve, aussi la plus ancienne mention du mot beton par Philibert Monet, constitué de chaux, de sable et d'éclats de pierre, exempte de tuileaux, dont la compacité était obtenue au terme d’un damage intensif. Pour étancher les murs des citernes, Palladius préconise de couvrir le mortier de tuileau (testacei pavimenti) dont on pare aussi les ouvrages d'eau comme les aqueducs, d'une couche de graisse de lard (lardo pingui). L'enduit-mastic appelé  maltha, ici une composition de poix (picis liquidae, de la poix liquide distillée à partir de résine de pin) et de suif, additionné de chaux sert à colmater les fuites. L'eau est amenée à la citerne par des tuyaux d'argile (tubos fictiles):

« Proportionnez la grandeur des citernes à vos goûts et à vos moyens; qu'elles soient plus longues que larges, et closes de murs solides. Sauf la place des égouts, raffermissez le sol par une couche épaisse de blocaille, que vous unirez au moyen d'un mortier de terre cuite. Polissez soigneusement ce fond jusqu'à ce qu'il reluise, et, à cet effet, frottez-le sans cesse avec du lard bouilli.
Dès que l'humidité aura disparu, pour éviter toute crevasse, vous tapisserez les parois d'une couche pareille; et quand la citerne sera ferme et sèche depuis longtemps, vous y introduirez l'eau à demeure. Il sera bon de nourrir dans ce réservoir des anguilles et des poissons de rivière, afin que leur mouvement l'anime en lui donnant l'aspect d'une eau courante. 
Si l'enduit du sol ou des murailles se dégrade en quelque endroit, vous contiendrez avec du malthe l'eau qui cherche à s'enfuir.
Pour boucher les crevasses et les cavités des citernes, des lacs ou des puits, et arrêter le suintement de l'humidité à travers les pierres, vous pouvez prendre une quantité égale de poix liquide et de graisse connue sous le nom de suif ou de cambouis. 
Faites-les bouillir ensemble dans une marmite jusqu'à ce qu'ils écument; ensuite retirez-les du feu. Quand ce mélange sera refroidi, jetez-y quelques pincées de chaux, et brouillez-le bien pour en faire un seul tout. Puis appliquez-le comme du mastic sur les parties dégradées qui livrent passage à l'eau, et faites-le adhérer au moyen d'une forte pression. Il sera bon d'amener l'eau par des tuyaux d'argile, et de tenir les citernes closes; car l'eau du ciel est la meilleure à boire, et quand vous pourriez employer l'eau courante, si elle n'était point saine, il faudrait la réserver pour les lavoirs et la culture des jardins. »

— Palladius.  De Re Rustica'. Chapitre XVII
Les citernes en ciment ou maçonnées au mortier de chaux tamponnent l'acidité naturelle (et/ou anthropique, cf « Pluies acides ») de l'eau.
Au Moyen Âge, les citernes sont des caves destinées à recueillir et conserver les eaux pluviales. Les abbayes et les châteaux, situés souvent sur des collines élevées, étaient dépourvus de sources naturelles ; on suppléait à ce manque d’eau par des citernes creusées dans le roc ou maçonnées, dans lesquelles venaient se réunir, par des conduites, les eaux pluviales tombant sur les combles des bâtiments et sur l’aire des cours.

## Réglementation
Certains pays (en France, par exemple) réglementent sévèrement l'usage des eaux pluviales dans l'habitation. Le réseau « pluvial » ne doit jamais être raccordé au réseau de distribution des eaux publiques, pour éviter qu'une eau « non potable » ne puisse contaminer ce réseau.
En Belgique, les permis de construire peuvent n'être accordés que pour les maisons intégrant une citerne de récupération des eaux pluviales.
Une taxe sur les eaux pluviales (moindre que pour l'eau potable) peut exister[Où ?] pour financer le traitement des eaux usées.

## Illustrations

Citernes
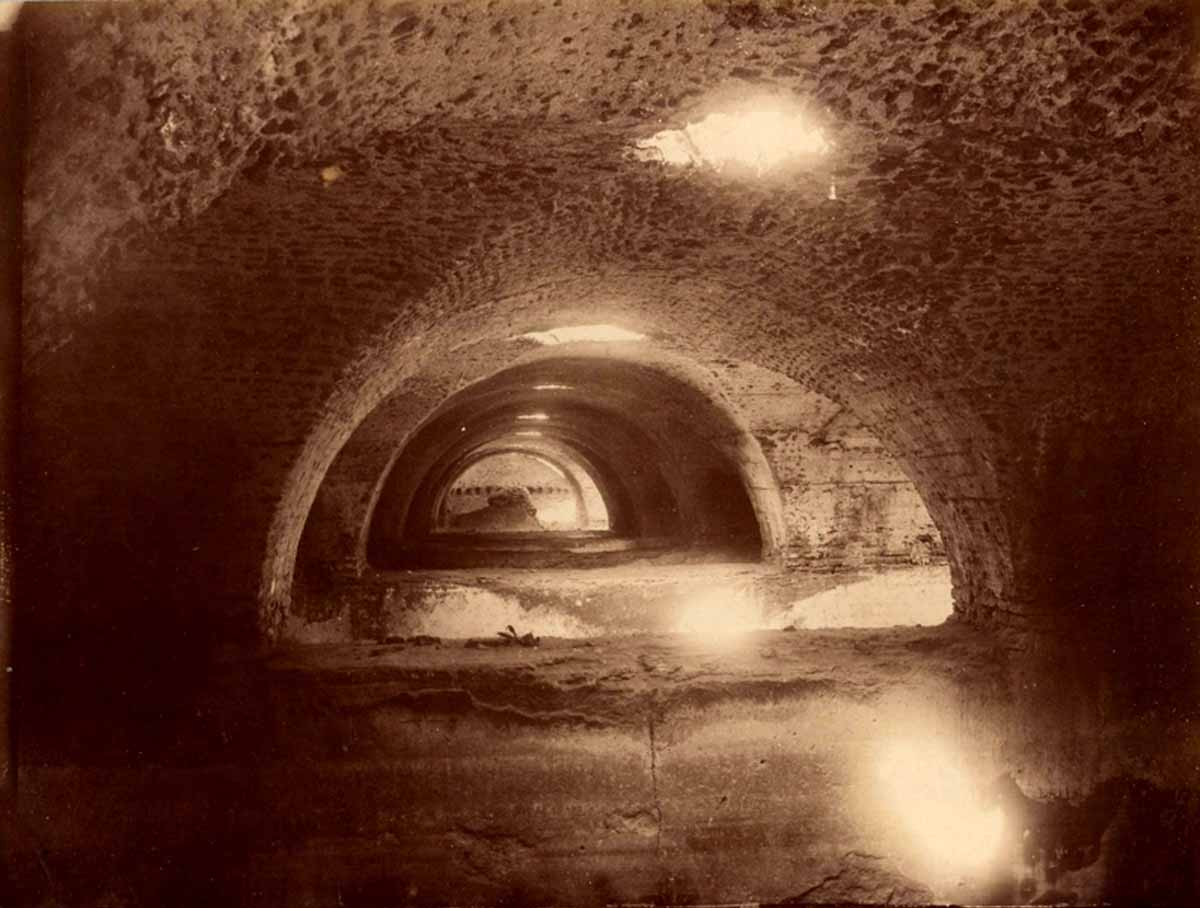
Citerne traditionnelle collective de La Malga, Tunisie.
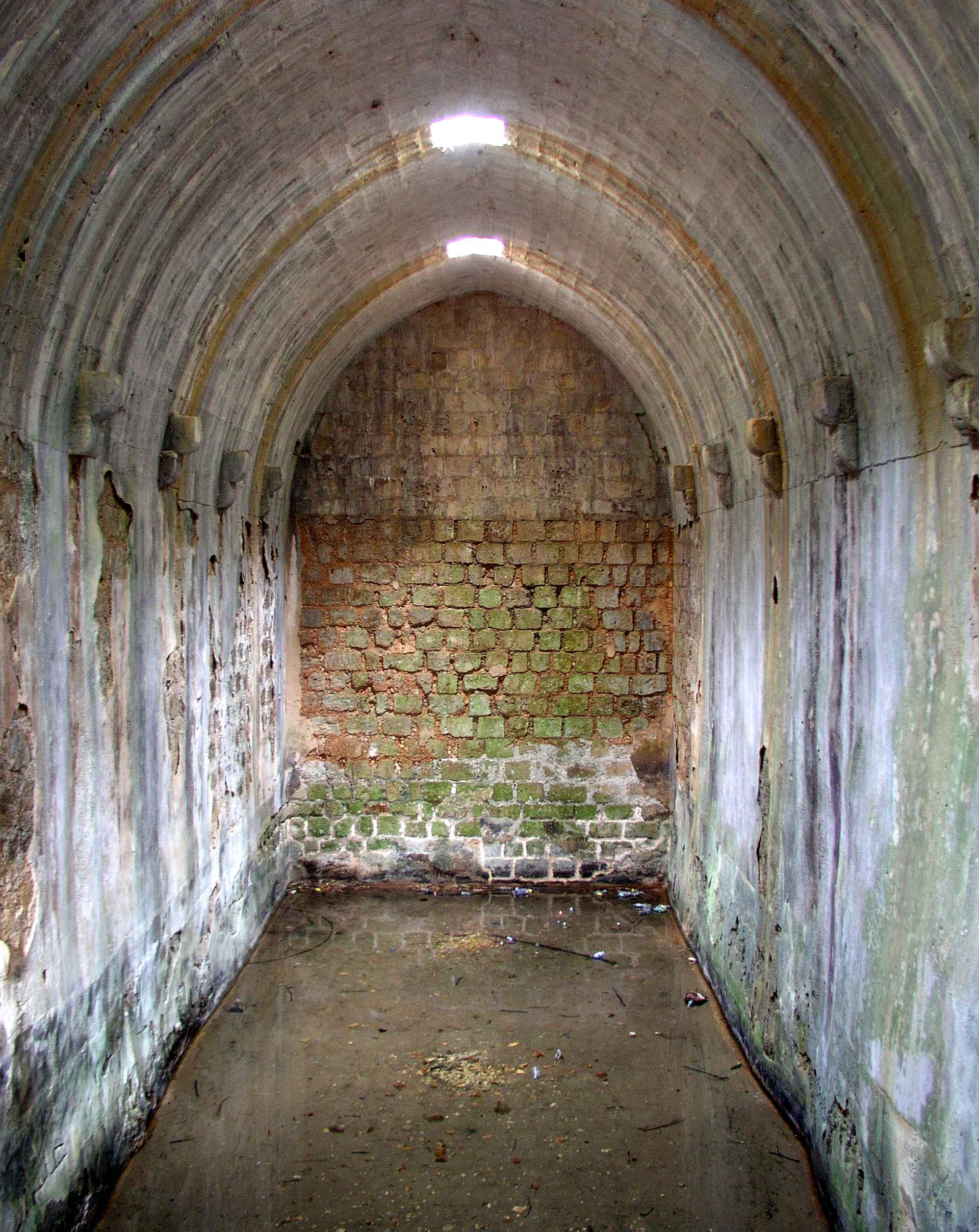
Citerne de la forteresse de Saladin ou château de Saône, Lattaquié, Syrie.
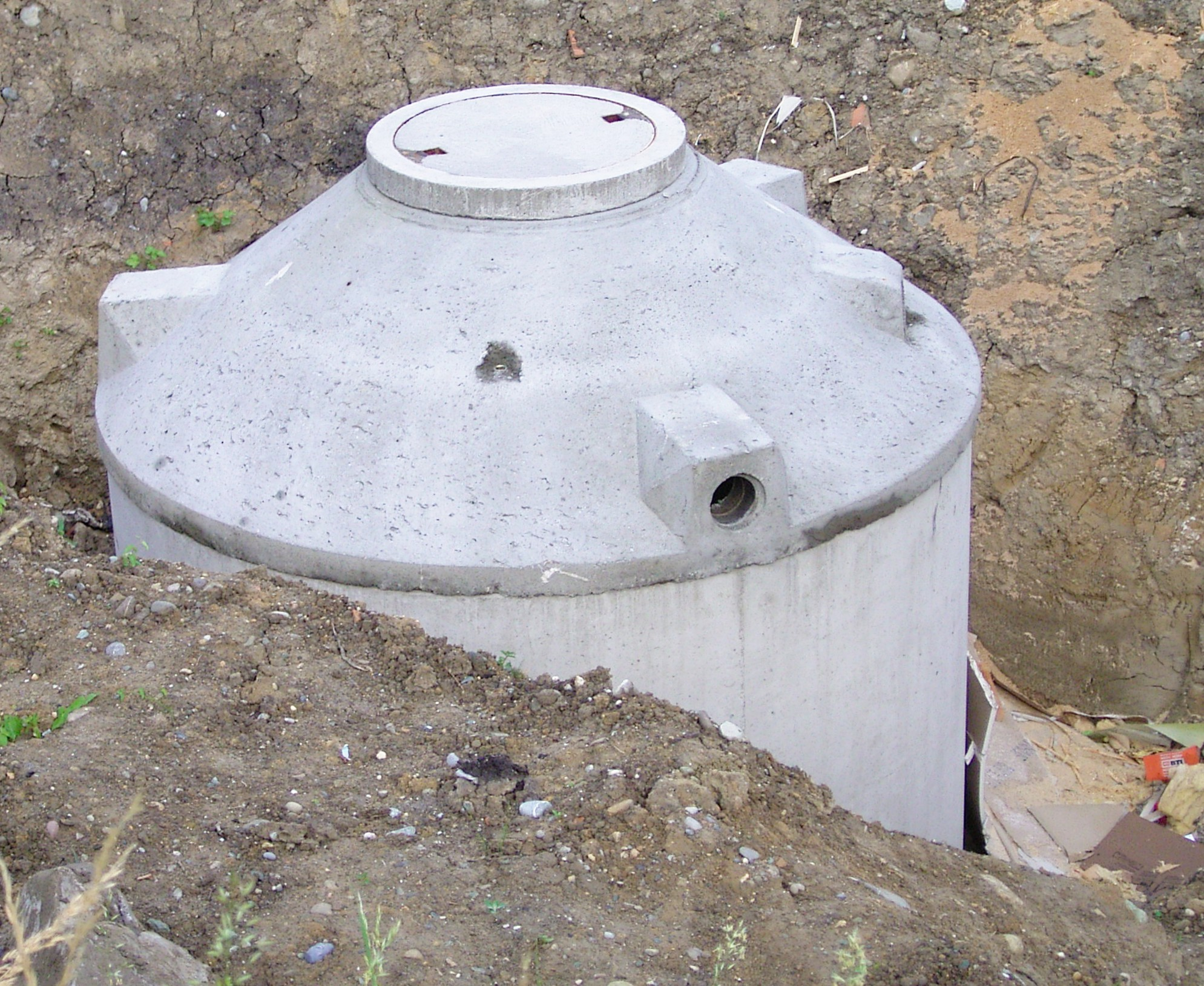
Citerne en béton.
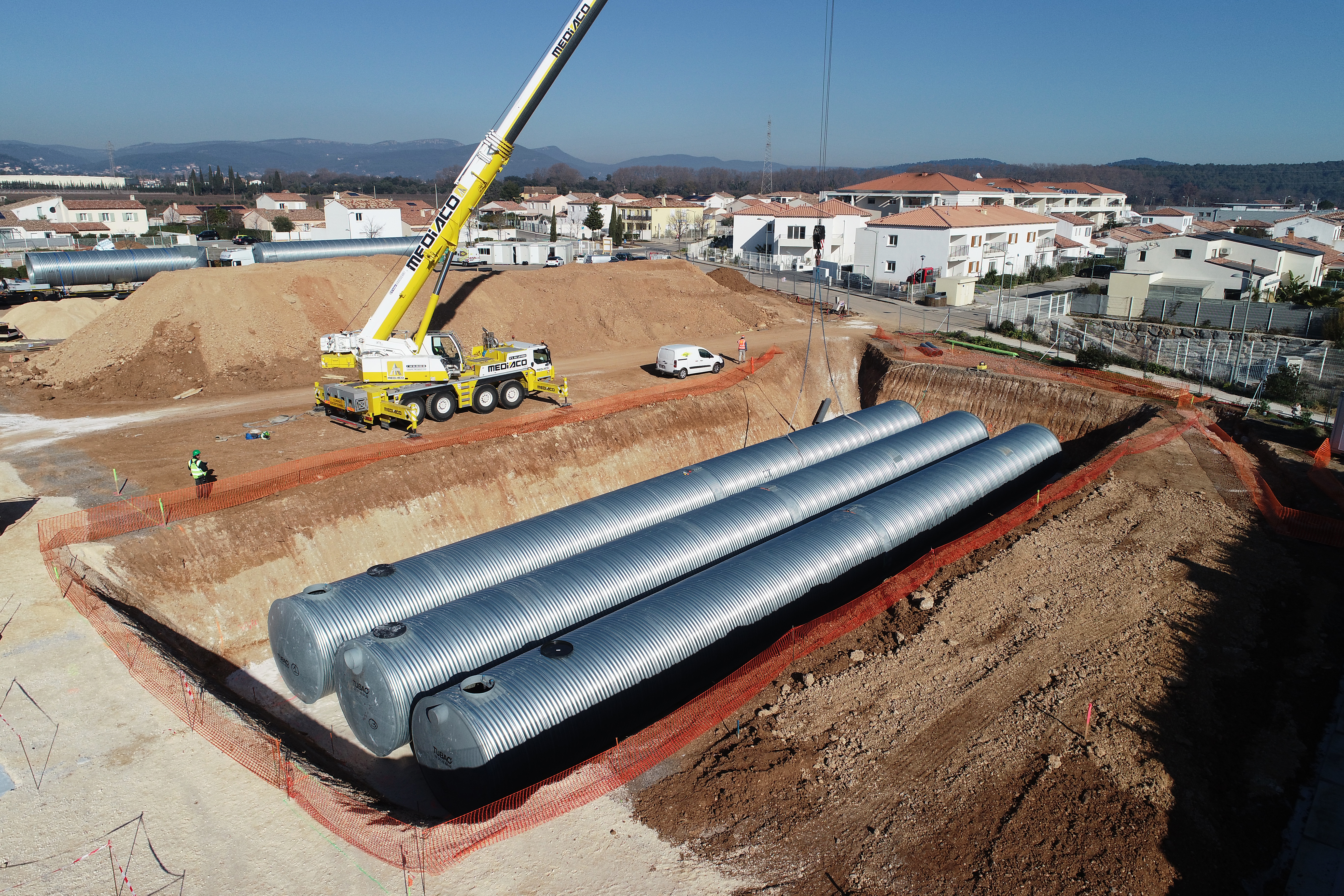
Citerne en acier galvanisé